# Miguel Pereira
Miguel Pereira este un oraș în unitatea federativă Rio de Janeiro (RJ), Brazilia.